# Phu Phan (huyện)
Phu Phan (tiếng Thái: ภูพาน) là một huyện (amphoe) của tỉnh Sakon Nakhon, đông bắc Thái Lan.

## Lịch sử
Tiểu huyện (king amphoe) đã được lập ngày 30 tháng 4 năm 1994, khi ba tambon Sang Kho, Lup Lao và Khok Phu được tách ra từ Kut Bak. The tambon Kok Pla Sio was added từ Mueang Sakon Nakhon năm 1996. Ngày 1 tháng 10 năm1 1997 đơn vị này được nâng cấp thành huyện.

## Địa lý
Các huyện giáp ranh (từ phía bắc theo chiều kim đồng hồ) là: Kut Bak, Mueang Sakon Nakhon và Tao Ngoi của tỉnh Sakon Nakhon, Na Khu, Huai Phueng, Somdet và Kham Muang của tỉnh Kalasin.

## Hành chính
Huyện này được chia thành 4 phó huyện (tambon), các đơn vị này lại được chia ra thành 61 làng (muban). Không có khu vực đô thị, có 4 Tổ chức hành chính tambon.
| STT. | Tên         | Tên Thái | Số làng | Dân số |  |
| ---- | ----------- | -------- | ------- | ------ |  |
| 1.   | Sang Kho    | สร้างค้อ   | 22      | 11.069 |  |
| 2.   | Lup Lao     | หลุบเลา   | 12      | 7.021  |  |
| 3.   | Khok Phu    | โคกภู     | 18      | 14.248 |  |
| 4.   | Kok Pla Sio | กกปลาซิว  | 9       | 3.712  |  |